# Oktiabrskoje (rejon oktiabrski, obwód orenburski)
Oktiabrskoje (ros. Октябрьское) – wieś (sieło) w Rosji, w obwodzie orenburskim, ośrodek administracyjny rejonu oktiabrskiego. W 2010 liczyła 7701 mieszkańców.